# Bence Rakaczki
Bence Rakaczki (* 14. Mai 1993 in Miskolc, Ungarn; † 16. Januar 2014 ebenda) war ein ungarischer Fußballtorwart. Von 2012 bis zu seinem Tod stand er im Profiaufgebot des ungarischen Erstligisten Diósgyőri VTK.

## Leben und Karriere
Bence Rakaczki begann seine Karriere als Fußballspieler im Alter von acht Jahren an der Sportschule Miskolc. Zwei Jahre später wurde er in den Nachwuchsbereich von Diósgyőri VTK aufgenommen, wo er fortan sämtliche Jugendspielklassen durchlief. Aufgrund seiner Leistungen in den Nachwuchsmannschaften schaffte der 1,98 m große Torwart schließlich in der Spielzeit 2011/12 den erstmaligen Sprung in den Profikader von DVTK. Dort gab er unter Trainer Miklós Benczés am 30. November 2011 sein Pflichtspieldebüt beim 1:1-Unentschieden im Achtelfinalhinspiel des Magyar Kupa 2011/12 gegen den Győri ETO FC. Auch bei der 1:4-Niederlage im Rückspiel stand Rakaczki im Tor. Beide Begegnungen bestritt er über die gesamte Spieldauer. Sein offizielles Profidebüt für DVTK gab er am 4. Mai 2012, als er im Ligaspiel gegen den Pécsi Mecsek FC vom Trainer und sportlichen Leiter Lázár Szentes in der 71. Spielminute für Norbert Tajti eingewechselt wurde. Zuvor hatte er vier Mal als Ersatztorhüter im Kader gestanden, so auch am 11. Juni 2011 im letzten Ligaspiel seines Clubs gegen den Orosháza FC vor dem Wiederaufstieg in die erste ungarische Liga. In den letzten drei Partien der Saison 2011/12 war Rakaczki Stammtorhüter des DVTK. Bei drei Siegen und einer Niederlage, an denen er in dieser Spielzeit mitwirkte, musste er sechs Gegentreffer hinnehmen. 
Nach dem Abschluss der Saison klagte Rakaczki über ein zunehmendes Schwächegefühl und über Muskelschmerzen. Nach eingehenden Tests wurde bei dem 19-Jährigen im Juni 2012 Leukämie diagnostiziert. Die Krankheit zwang ihn zu einem Rückzug vom Profisport. Die Nachricht über seine Erkrankung löste ein großes Echo über die Landesgrenzen hinaus aus. Zahlreiche Menschen folgten dem Aufruf seines Vereins Blut für Rakaczkis Behandlung zu spenden. In Spanien gingen Geldspenden für ihn ein. Zusätzliche europaweite Unterstützung erhielt Rakaczkis unter anderem durch Versteigerungserlöse signierter Trikots bekannter Spieler aus den verschiedensten europäischen Fußball- und Eishockeyligen. Am 29. Januar 2013 erhielt Rakaczki eine Knochenmarktransplantation, nachdem ein geeigneter Spender in den Vereinigten Staaten gefunden worden war. Die Behandlung führte zu einer vorübergehenden Verbesserung seines Gesundheitszustands.
Rakaczki starb am 16. Januar 2014 an den Folgen seiner Krebserkrankung. An der Trauerfeier am nächsten Abend im DVTK Stadion, das auch an den folgenden Tagen von den Fans aufgesucht wurde, nahmen rund 2.000 Menschen teil. Rakaczki war nach Akeem Adams der zweite Spieler eines ungarischen Erstligisten, der in der Saison 2013/14 verstarb.